# Operación Furia de Melek Taus
La Operación Furia de Melek Taus fue un enfrentamiento en el cual los Peshmerga, las YPG, el PKK y otras organizaciones armadas yazidíes, lanzaron una ofensiva militar y liberaron la ciudad de Sinyar del dominio del grupo terrorista Estado Islámico (Daesh).
El nombre en código de la ofensiva es una referencia a una figura de la mitología yazidí. 

## Antecedentes
En agosto de 2014, Daesh lanzó una ofensiva militar en el norte de Irak, dentro de las áreas de dominio kurdo en la provincia de Nínive, logrando capturar la ciudad de Sinyar y sus alrededores. Más de 50 000 personas de origen yazidí se vieron forzadas a huir hacia las montañas de Sinyar, localizadas al norte de la ciudad. El Estado Islámico cometió una gran cantidad de actos genocidas y crímenes contra la humanidad en el tiempo que ocuparon al ciudad.
El 21 de octubre de 2014, las fuerzas de Daesh habían sitiado el área, cortando las rutas de escape de la población. En diciembre, tras una ofensiva de seis días los Peshmerga tomaron control de las montañas y sitios alrededor de Sinyar..

## Desarrollo
El 12 de noviembre de 2015, las fuerzas kurdas —bajo cobertura de la aviación internacional— lanzaron una ofensiva desde el norte, el este y el oeste. La fuerza principal salió del norte, junto a las laderas de las montañas de Sinyar. Por su parte, las fuerzas kurdas que lograron infiltrarse provenían del este. Los ataques aéreos y de artillería facilitaron la entrada kurda a la ciudad. Para la noche del 13 de noviembre, la ciudad había sido liberada.
El presidente del Kurdistán iraquí, Masud Barzani declaró que la ciudad «fue liberada con sangre kurda».

## Descubrimiento de fosas comunes
Tras la captura de Sinyar, las fuerzas kurdas descubrieron dos fosas comunes en las afueras de la ciudad de Sinjar, la mayoría de los cadáveres pertenecientes a la minoría yazidí, que habían sido masacrados por el Estado Islámico.